# Armand Félix Marie Jobbé-Duval
Armand Marie Félix Jobbé-Duval (17. juli 1821 i Carhaix, Finistère – 2. april 1889 i Paris) var en fransk maler.
Han var elev af Paul Delaroche. Han malede genrebilleder i "Ny grækernes" manér: Bruden fra Korinth, Margrete i Haven etc., mange portrætter og kirkemalerier, således for St Severin og St Louis-en-l'Île i Paris, endvidere dekorative arbejder for Lyons rådhus. Han var desuden politiker, maire 1870—71 i Paris' 15. arrondissement og der efter stærkt fremme under kampen mod kommunarderne.
- Plafond de l'escalier de l'hôtel de Courcy, Rennes.
- La Force, Parlement de Bretagne, Rennes.
- La Connaissance, Parlement de Bretagne, Rennes.
- Le Triomphe de la vérité, Parlement de Bretagne, Rennes.
- L'Éloquence, Parlement de Bretagne, Rennes.
- La Prudence, Parlement de Bretagne, Rennes.